# God Save the Queen (Motörhead)
God Save the Queen (Dio salvi la Regina) è la cover della famosa canzone omonima del gruppo punk Sex Pistols, stavolta reinterpretata dalla band heavy metal Motörhead.
Il singolo è tratto dall'album We Are Motörhead ed è uscito solo nel Regno Unito come promo-single, per promuovere appunto il loro album.
Anche la copertina (riguardo ai titoli), è molto simile al singolo già dei Sex Pistols.
Della canzone è stato tratto anche un video che ritrae la band in giretto con il bus per le strade di Londra.
I Motörhead, hanno suonato questa canzone anche dal vivo, in modo particolare nel periodo del loro venticinquesimo anniversario, filmato nel DVD 25 & Alive Boneshaker.
Il pezzo è stato ripubblicato come singolo nel 2017, solo in formato digitale e con un'altra copertina, per promuovere la raccolta Under Cöver.

## Tracce
1. God Save The Queen (Cook, Jones, Lydon, Matlock)
2. One More Fucking Time (Kilmister, Phil Campbell, Dee)
3. God Save The Queen (Enhanced Video)

## Formazione
- Lemmy Kilmister: basso, voce
- Phil Campbell: chitarra
- Mikkey Dee: batteria